# Vall del Jiu
La vall del Jiu (en romanès: Valea Jiului pronounced [ˈvale̯a ˈʒi.uluj]) és una regió del sud-oest de Transsilvània, Romania, al comtat de Hunedoara, situada en una vall del riu Jiu entre les muntanyes de Retezat i les muntanyes de Parâng.
La regió estava molt industrialitzada i l'activitat principal era l'extracció del carbó, però a causa de la baixa eficiència, la majoria de les mines van tancar durant els anys posteriors al col·lapse del comunisme a Romania. Durant molt de temps va ser el jaciment de carbó més gran del país.

## Història

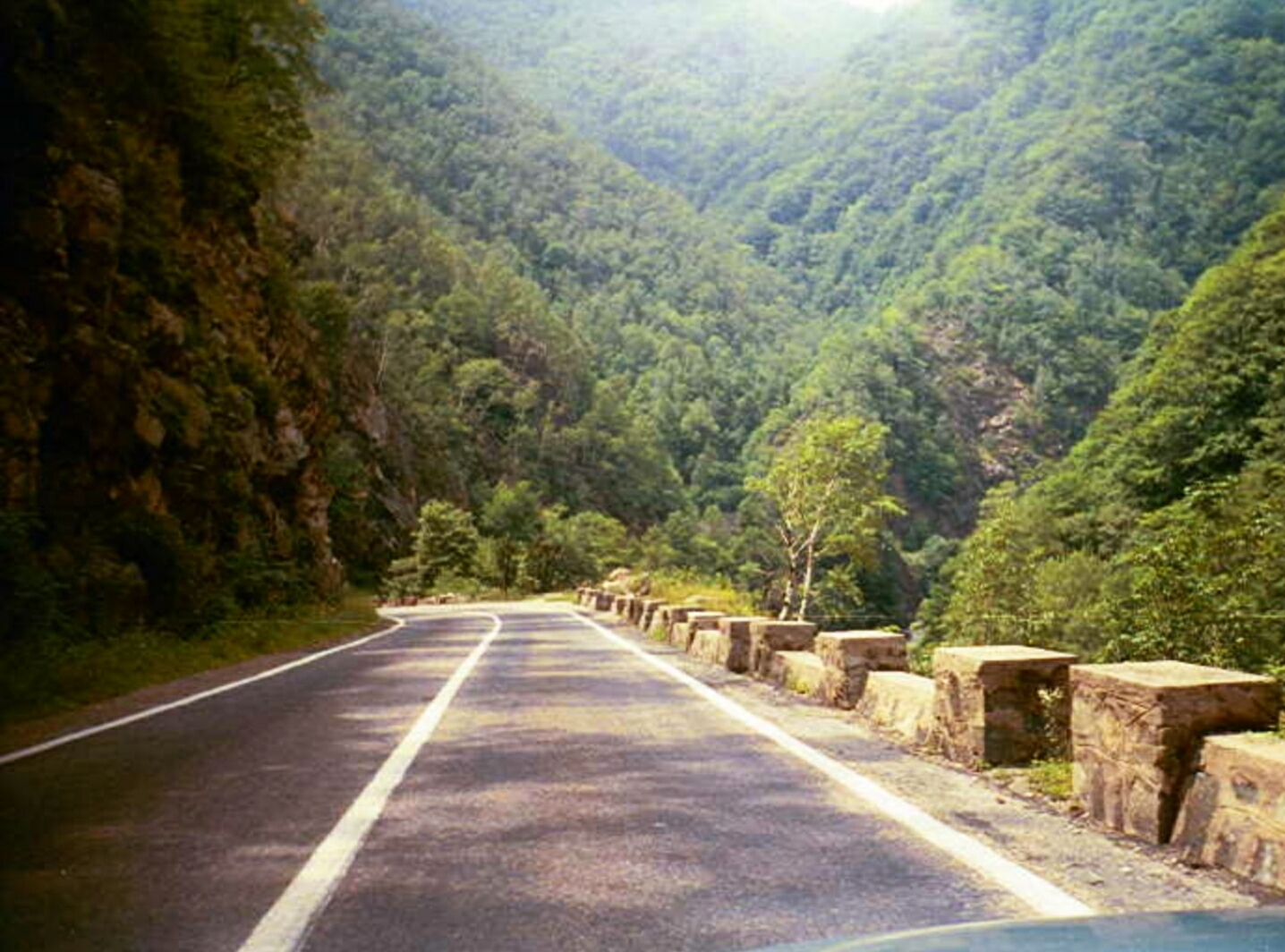
Paisatge de la Vall de Jiu

### Abans delseglexix
La regió va estar poblada des de l'antiguitat, quan formava part de la Dàcia. Durant l'edat mitjana, els habitants de la vall del Jiu vivien en barraques repartides per les muntanyes, i sovint prop del riu, i l'activitat principal era la pastura. Fins a principis del segle xix la regió va romandre poc poblada pel seu aïllament geogràfic (estar envoltada de muntanyes).

### Segle XIX i principis del segle XX

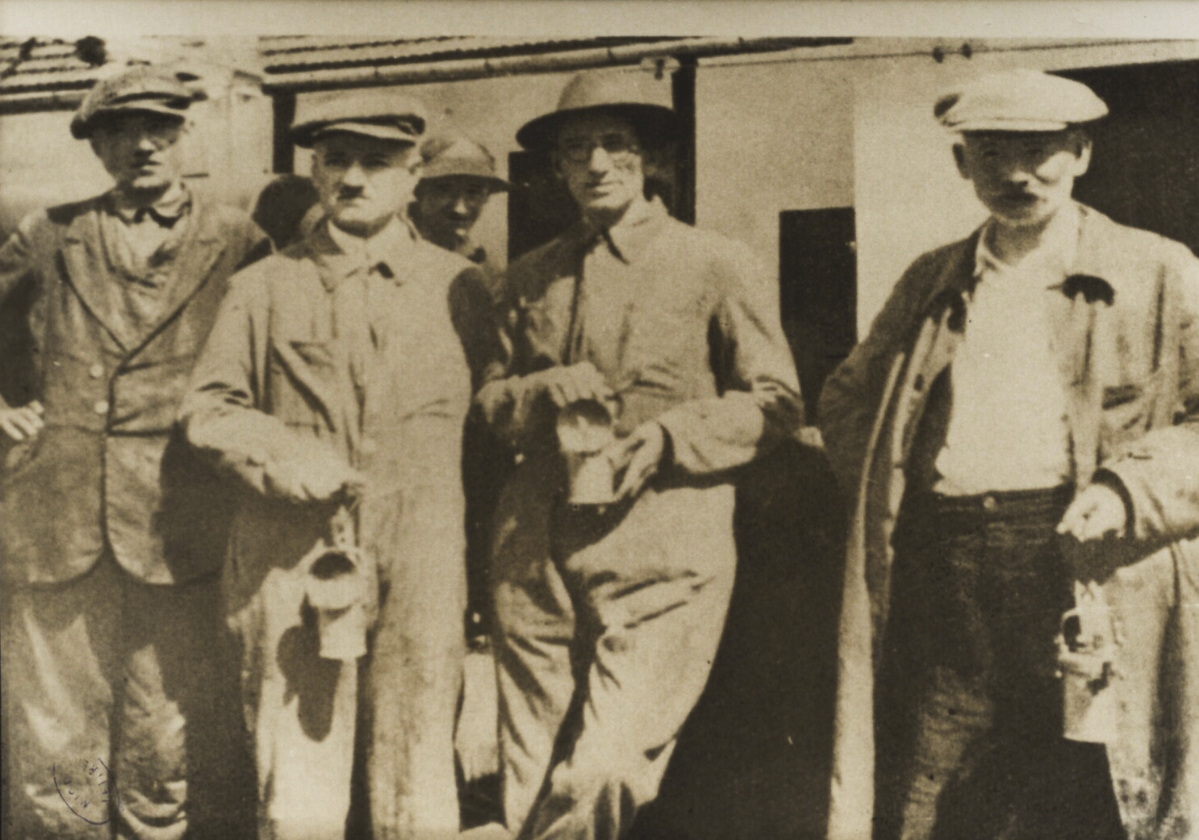
L'escriptor Panait Istrati (segon per la dreta) amb els carboners de Lupeni, durant les protestes de 1929

El desenvolupament de la mineria del carbó va començar a la vall de Jiu fa uns 160 anys, cap a mitjans del segle xix, quan els treballadors hongaresos, alemanys, txecs i polonesos van ser portats de totes les parts de l'Imperi dels Habsburg per treballar a les mines de carbó. També es van portar a treballar a la vall de Jiu miners romanesos d'altres regions, com Baia Mare o les muntanyes Apuseni. A finals del segle xix, la regió va començar a desenvolupar-se fortament, econòmicament i culturalment, a través d'una indústria florent basada en la mineria. La vall de Jiu, situada a Transsilvània, va formar part de l'Imperi Austrohongarès fins a la Unió de Transsilvània amb Romania el 1918. Durant la Primera Guerra Mundial, la zona va ser el lloc de forts combats entre les forces romaneses d'una banda i les forces alemanyes i austrohongareses de l'altra. La primera batalla va acabar amb una important victòria defensiva, encara que temporal, per als romanesos, no obstant això, les potències centrals van aconseguir trencar les defenses romaneses aquí el novembre de 1916. La mineria va continuar dominant l'economia al segle xx, però la regió també va experimentar un cert malestar social. Les mines van ser de propietat privada fins al 1948, quan totes les empreses van ser nacionalitzades pel govern comunista.

### La Vall del Jiu durant el règim comunista
Com a part de les reparacions de Romania a la Unió Soviètica per la seva aliança en temps de guerra amb Alemanya, les mines de carbó romaneses van ser nacionalitzades i convertides en empreses conjuntes soviètico-romaneses (SovRoms). Aquests Sovroms van continuar durant uns deu anys. La vall de Jiu es va expandir ràpidament a la segona meitat del segle XX quan els governants comunistes del país (Petru Groza 1945–1952, Gheorghe Gheorghiu-Dej 1952–1965 i Nicolae Ceaușescu 1965–1989) es van embarcar en un programa de creixement industrial intensiu impulsat per la combustió. La producció d'acer va passar de 280.000 tones el 1938 a 13.790.000 tones el 1985. La producció d'acer es va alimentar amb coc, carboni destil·lat fet de carbó metal·lúrgic. A mesura que es va generar coc, va emetre quitrà d’hulla com a subproducte que després es va utilitzar en la fabricació de molts altres productes. Per satisfer les necessitats laborals d'aquesta demanda, el govern comunista va importar desenes de milers de miners d'arreu del país, principalment de Moldàvia. El 1979 el nombre de miners va arribar als 179.000.
Durant les dècades de 1970 i 1980, Ceaușescu va decidir que Romania hauria d'estar completament lliure de deutes i va intentar pagar el seu deute exterior abans del calendari d'amortització acordat pels creditors del país. Per aconseguir-ho, exportava qualsevol producte o material de valor, mentre que els pocs aliments i productes inferiors que quedaven es venien al mercat interior. L'oposició fou aixafada dràsticament i sense pietat i les expressions de descontentament van ser sufocades per l'omnipresent Securitate, la policia secreta del règim. Per sobreviure, cada cop més persones van començar a fer negocis mitjançant el comerç de permuta i altres mitjans econòmics informals. Va aconseguir el seu objectiu, però amb un cost enorme per a gairebé tots els sectors del país.
Des de la revolució anti-Ceaușescu de 1989, la reestructuració del sector del carbó, la contracció econòmica del país i el canvi cap al gas natural van contribuir a una disminució significativa tant de la producció com del consum de carbó a Romania. La producció va disminuir un 57%, de 66,4 milions de tones curtes (Mmst) el 1989 a 28,6 Mmst el 1998. El consum també va caure més d'un 60%, de 77,7 Mmst el 1989 a 30,8 Mmst el 1998.
Durant aquest mateix període, la vall de Jiu ha estat profundament tocada per la manca de reinversió, el deteriorament de la infraestructura, el tancament de mines i els acomiadaments massius, la degradació ambiental i l'aïllament polític i cultural que ha tingut de la resta de Romania.

### Treball organitzat a Romania
El treball organitzat ha tingut un paper important a la Romania posterior a la revolució, afectant les accions de tots els governs des de 1989. Les interrupcions cròniques de treball i les interrupcions econòmiques de diverses organitzacions laborals van ajudar a enderrocar els successius governs i van contribuir a la inestabilitat econòmica i política general. Tot i que els sindicats existeixen a Romania des de finals del segle xix, durant el període comunista des de la Segona Guerra Mundial fins al 1989 no es va permetre l'existència de sindicats independents. En canvi, hi havia una piràmide nacional de federacions industrials formada per sindicats empresarials i encapçalada per la Unió General de Sindicats de Romania.
Els pocs intents durant aquest període de fundar sindicats independents o organitzar protestes obreres van ser reprimits sense pietat, amb els seus líders severament castigats o executats. Després del caos del desembre de 1989, les organitzacions comercials van sorgir pràcticament de la nit al dia. A diferència de l'Europa occidental, on el pluralisme sindical reflectia agrupacions ideològiques, a Romania la fragmentació del moviment obrer reflecteix la desconfiança cap a l'autoritat superior, l'ambició personal i la manca de voluntat dels líders per reduir o compartir el poder. A partir de 1997, els analistes laborals estimaven que hi havia més de 14.000 organitzacions sindicals empresarials, 150 federacions i 18 confederacions, que representaven pràcticament dos terços de la força de treball. Una consolidació es va produir a la dècada de 1990.

### Sindicat de Miners del Carbó de la Vall de Jiu
Pocs sindicats romanesos, si n'hi ha, han tingut tanta influència o han guanyat tanta notorietat nacional (o atenció internacional) com la Liga Sindicatelor Miniere din Valea Jiului (Lliga de Sindicats de Miners de la Vall de Jiu o Miners de Carbó de la Vall de Jiu). Tot i que hi ha altres dues regions mineres de carbó (principalment mines de superfície) a Romania i altres sindicats miners, la Unió de Miners del Carbó de la Vall de Jiu ha estat durant molt de temps la més independent i militant.
El malestar polític i social en aquesta regió no és cap novetat. Fins avui els miners commemoran la vaga de Lupeni de 1929 (quan l'exèrcit va matar 23 treballadors i en va ferir almenys 53), les grans vagues de febrer de 1933 i la protesta dels miners de 1977 durant els anys de Ceaușescu. En aquesta darrera ocasió, l'1 d'agost de 1977, 35.000 miners de Jiu es van concentrar al pati principal de la mina Lupeni per protestar contra un nou decret que elevava l'edat de jubilació de 50 a 55 anys i rebaixava les pensions dels miners.
Portaveus dels miners van afirmar que la protesta va ser la culminació de molts anys de deteriorament de les condicions i la intolerable situació política del país. Ceaușescu va tractar amb els miners acceptant les seves demandes i després, tan bon punt el moviment es va calmar, va ordenar represàlies contra els líders. També va traslladar quatre mil d'ells fora de la zona i els va substituir, molts dels substituts treballant com a informadors de la Securitate, la temida policia secreta. El clima de por posterior va mantenir els miners en silenci fins a la revolució de 1989.

### La dècada de 1990: l'auge i la decadència dels sindicats miners
Durant la dècada de 1990, els miners de la vall de Jiu han tingut un paper visible en la política romanesa. De fet, els romanesos tenen un nom – mineriada (mineriad) – per a les erupcions periòdiques de violència quan els miners de la vall de Jiu van fer vaga i van baixar a Bucarest. La primera acció posterior a la revolució es va produir el 1990. El maig de 1990, l'antic funcionari comunista Ion Iliescu va guanyar les eleccions presidencials amb una majoria superior al 80% (president entre 1990 i 1996, reelegit el desembre de 2000). Alguns grups, insatisfets amb els resultats, van continuar les manifestacions al carrer a Bucarest, després que la majoria dels participants a les reunions electorals abans de les eleccions haguessin renunciat a la seua. Diverses setmanes després de les eleccions, quan les autoritats van intentar desallotjar els manifestants restants que ocupaven una de la plaça central de Bucarest, la violència va esclatar i, mentre la policia i la gendarmeria es retiraven sota pressió, els manifestants van atacar diverses institucions de l'estat, entre elles la seu de la policia, la televisió nacional., i el Ministeri d'Afers Exteriors.
Quan la policia no va poder contenir les multituds a la plaça de la Universitat, el president Iliescu va fer una crida a les armes a la població romanesa per tal d'evitar nous atacs contra les autoritats recentment escollides. Entre els que van respondre a la crida dels organitzadors hi havia carboners de la vall de Jiu, que van acceptar que el govern els oferís transport per anar a Bucarest a enfrontar-se als manifestants. Es calcula que uns 10.000 miners van ser transportats a la capital en trens per l'ocasió.
La televisió estatal va emetre vídeos de treballadors atacant i lluitant amb manifestants, inclosos estudiants, així com a la seu del partit de l'oposició. Els miners afirmen que l'agitació i la major part de la brutalitat va ser obra dels agents del govern d'Iliescu que s'havien infiltrat i disfressat de miners (vegeu la Mineriada de juny de 1990), i hi havia rumors i sospita generalitzats que el Serviciul Român de Informații (el successor). a la Securitate) va estar implicat o darrere dels fets amb els miners.
Les investigacions parlamentàries posteriors van mostrar que membres dels serveis d'intel·ligència governamentals estaven implicats en la instigació i manipulació tant dels manifestants com dels miners, i que els miners s'havien "unit per vigilants que després van ser identificats de manera creïble com a antics oficials de la Securitate". Durant dos dies, els miners (ajuts i instigats pels antics membres de la Securitat) es van enfrontar violentament als manifestants i altres objectius. Malgrat les denegacions del servei secret, el febrer de 1994 un tribunal de Bucarest "va trobar dos agents de seguretat, el coronel Ion. Nicolae i l'adjudicatari Corneliu Dumitrescu, culpables d'haver saquejat la casa d'Ion Rațiu, una figura destacada del Partit Nacional Camperol Demòcrata Cristiano, durant la incursió dels miners, i de robar 100.000 dòlars". El govern de Petre Roman va caure a finals de setembre de 1991, quan els miners van tornar a Bucarest per demanar sous més alts. Un tecnòcrata, Theodor Stolojan, va ser nomenat per encapçalar un govern interí fins que es poguessin celebrar noves eleccions.
La mineriada de 1990 va ser seguida de diverses altres accions durant la presidència d'Iliescu. El setembre de 1991, els miners, irritats perquè el govern no havia complert les seves promeses econòmiques, van tornar a baixar a Bucarest. Es calcula que uns 10.000 miners van arribar a la capital. Es van produir disturbis durant més de quatre dies. Aquestes accions van provocar la dimissió i la substitució del primer ministre i el seu gabinet. L'agost de 1993 es va produir una altra vaga de miners i una represa de les vagues generals d'altres sindicats. El novembre de 1996, molts miners, farts del que consideraven una traïció per part d'Iliescu, van votar pel seu rival, Emil Constantinescu, durant les eleccions parlamentàries i presidencials.
La situació econòmica de les classes treballadores afavorides per l'estat, com els miners, havien estat relativament aïllades de les dures privacions que patia la població general. Durant el règim de Ceausescu, les mines i altres indústries estatals ineficaces van ser recolzades artificialment i protegides contra les fluctuacions del mercat. Els miners es consideraven relativament ben pagats, tot i que hi havia poc valor per comprar amb els diners que guanyaven. Després de la revolució del desembre de 1989, el govern de substitució va mantenir la política de Ceausescu de subvencionar aquestes indústries que perdien diners amb pocs canvis en les pràctiques industrials o de gestió. El govern es va endeutar molt sense complir les condicions de les reformes econòmiques exigides pel Banc Mundial, l'FMI i altres prestadors internacionals. Amb les privacions forçades de Ceausescu aixecades i la caiguda dels preus de les exportacions romaneses, el deute internacional del país es va disparar. Això, al seu torn, va provocar que es destinessin menys fons a la reinversió i el manteniment de la indústria.
Les relacions entre els treballadors i el nou govern de Constantinescu, tot i que inicialment semblaven força prometedores, es van mostrar tan difícils i problemàtiques com abans. Sota la pressió dels prestadors internacionals (sobretot el Fons Monetari Internacional), que es van negar a oferir més assistència financera tret que es reduïssin les operacions estatals ineficients i amb pèrdua de diners i es duguessin a terme altres reformes, el febrer de 1997 la nova coalició de centredreta es va embarcar en un programa integral d'estabilització macroeconòmica i reforma estructural radical. Aquest programa també es va veure com un requisit clau per assolir l'objectiu del govern de ser membre de l'OTAN i la Unió Europea (UE).
La prioritat urgent del govern de Constantinescu i Vasile (que va succeir a Victor Ciorbea com a primer ministre) era reduir els dèficits pressupostaris i comercials fent grans retallades pressupostàries (sobretot en despesa social) i eliminant els sectors no rendibles, incloses les mines. La disminució del rendiment de les mines (en gran part a causa de la manca de capital operatiu i accés a la tecnologia) i un baix preu internacional i la demanda de carbó romanès van contribuir a les grans pèrdues de la indústria minera que patia el govern. Segons les estimacions, la demanda nacional de carbó va caure de 44 milions de tones el 1996 a 33,5 milions el 1997, d'una capacitat anual potencial de 52 milions de tones.

### Reestructuració de vellut i malestar posterior
A les ordres del primer ministre i el gabinet de Constantinescu, el govern va executar el que es va referir com una "reestructuració de vellut" del sector miner segons l'Ordenança 22. En el procés de "reestructuració de vellut", 18.000 miners van perdre la feina, i la resta es va quedar amb un futur incert. El govern havia promès als miners entre 15 i 20 mesos de sou com a indemnització (per un total de 20-30 milions de lei, o 1.230-1.846 dòlars, segons el tipus de canvi de l'agost de 1999) per ajudar-los a iniciar els seus propis negocis. Molts dels miners, observant el nombre creixent de baixes, no van dubtar a posar els seus noms a la llista d'acomiadaments. No obstant això, un any després de l'inici de la reestructuració del sector miner, només aproximadament 5.000 dels 18.000 tenien feina, ja sigui mitjançant la creació de la seva pròpia feina o la recerca d'altres llocs de treball (i la majoria d'ells amb les empreses supervisant el tancament de les mines).
Cada tancament de mina es feia sentir a la comunitat de la vall de Jiu. A Campul lui Neag, la mina més occidental de la vall de Jiu, després de l'ordenança 22 només quedaven 152 persones de les 790 que hi havien arribat a treballar abans de 1966. A Dâlja, una mina a l'est de la vall de Jiu, només quedaven 1.023 miners dels 3.000 anteriors. Lupeni era coneguda com la segona mina més gran d'Europa i, a diferència d'algunes de les altres mines de la vall de Jiu, relativament rendible. El 1999 només hi quedaven 4.000 treballadors dels 8.000 anteriors al 1996. D'aquests 4.000, un terç eren miners reals, mentre que els dos terços restants feien feina a terra, com ara personal administratiu, d'enginyeria i tècnic.
Les accions del govern, tot i que guanyaven concessions amb els prestadors internacionals, van provocar fortes tensions. A l'agost de 1997, les creixents crítiques als treballadors a tot el país es van traduir en vagues i finalment van provocar la dimissió i la substitució del primer ministre i del gabinet. En l'anunci del govern de la vall de Jiu el 1997 del tancament de les mines de Dâlja i Barbateni i el deteriorament general de les condicions dels miners va provocar disturbis i també una vaga general.
Malgrat la reacció dels miners, per poder optar a un préstec de l'FMI per pagar els seus deutes, el govern va haver de tancar més mines (142 que estaven tancades des del 1997) i estava pendent de la decisió de tancar 112 mines addicionals. Per limitar les pèrdues en el sector miner, que aleshores era de 370 milions de dòlars, el govern va fer un anunci just abans de Nadal de 1998 del seu pla per tancar mines no rendibles. Després de tancar unes 100 mines i desfer-se de 90.000 llocs de treball miners durant el 1997, inclosos 20.000 a la vall de Jiu, la implementació d'aquest nou pla donaria lloc a l'acomiadament de 6.500 miners addicionals.
El resultat el ressentiment i ira dels miners que entenien com una altra traïció. Organitzat pel líder sindical Miron Cozma, el 20 de gener de 1999, entre 10 i 15.000 persones van marxar en una altra mineriada des de la vall de Jiu fins a Bucarest per obligar el govern a canviar la seva política, exigir augments salarials i la reobertura de les mines recentment tancades.
Durant el camí, la caravana de miners va fer lluites campals i sagnants. Els gasos lacrimògens van sufocar les batalles amb la Gendarmeria i van fer estralls al llarg del camí. L'exèrcit es va mobilitzar i els va esperar als afores de Bucarest. El temut enfrontament entre els miners i l'exèrcit, però, no es va materialitzar mai. Els miners no havien arribat encara a Bucarest quan es va arribar a un compromís secret entre el líder sindical Cozma i el primer ministre Radu Vasile el 22 de gener. A canvi de l'acord dels miners per donar la volta i tornar a la vall de Jiu, el govern va acordar un augment salarial del 30 %, la reobertura de dues mines prèviament tancades i la despesa de centenars de milions de fons de desenvolupament de la Unió Europea en projectes a la Vall del Jiu. Alguns analistes conclouen que l'acord podria haver evitat una erupció de treballadors descontents d'altres indústries.
De fet, l'acord de compromís va ser vist com una victòria pírrica d'ambdues parts. Tot i que el govern va evitar un enfrontament amb els miners, el compromís va representar "un retrocés potencialment devastador per als esforços del govern per impulsar reformes orientades al mercat, inclòs el tancament de 140 mines de carbó i 49 empreses estatals amb pèrdues i un pla a cinc anys de reestructuració de la indústria siderúrgica amb la pèrdua de 70.000 llocs de treball". Pel que fa als miners, el futur no era més segur del que era abans de la vaga.
L'acord va convertir Cozma en un heroi a la Vall del Jiu, però al cap d'un mes del seu retorn va ser detingut i empresonat a conseqüència d'una decisió del Tribunal Suprem de Justícia, una acció vista per la majoria dels miners com una venjança política pel govern. Pel seu paper a la mineriada de 1991, Cozma havia estat condemnat i condemnat a tres anys de presó, dels quals havia complert divuit mesos abans de sortir en llibertat el 1998. Després de la mineriada de gener, malgrat el seu aparent acord amb el govern, Cozma va continuar pressionant per noves concessions i va anunciar una altra vaga. En la seva decisió, el Tribunal Suprem va augmentar la condemna de Cozma a 18 anys per "soscavar el poder de l'estat" a la mineriada de 1991, juntament amb l'acusació de tinença il·legal d'arma de foc. Cozma va desafiar el govern a arrestar-lo i va liderar una altra marxa cap a Bucarest, però poc després, tot i que protegits per un comboi de diversos milers de miners, Cozma i més de 500 miners van ser arrestats en un sagnant enfrontament amb les forces especials de la policia al pas del riu Olt, a prop de Stoenești. Unes setmanes més tard, ja empresonat, Cozma va ser condemnat per altres dos càrrecs no relacionats.
El desembre del 2000, l'electorat, havia vist com la situació econòmica i social del país continuava degenerant sota el govern Constantinescu i va rebutjar de manera aclaparadora els “centristes”. Després que la primera volta electoral va veure perdre una dreta fragmentada en tots els fronts, l'electorat va escollir entre Iliescu i l'extremista Corneliu Vadim Tudor en la segona volta, assegurant la victòria d'Iliescu.

### Efectes del tancament de mines
Per mitigar els efectes del tancament de les mines, l'any 1999 el govern va anunciar diverses mesures per ajudar la vall de Jiu, econòmicament deprimida. Aquestes mesures incloïen: 1) la designació de la vall del Jiu com a zona desfavorida, un estatus en virtut del qual les empreses que invertissin a la zona es beneficiarien de determinades bonificacions fiscals; 2) construcció de la carretera Campul lui Neag-Baile Herculane (iniciada el 15 d'agost de 1999); i 3) l'Autoritat Nacional de Turisme designant la Vall del Jiu com a zona turística per donar feina a alguns dels treballadors acomiadats. A més, el Banc Mundial va designar 12 milions de dòlars per finançar un pla de mitigació social. La majoria dels miners, però, continuaven sense veure cap assistència tangible o implementació de la creació d'ocupació o la formació de noves habilitats. Com a tal, els pronunciaments governamentals es percebien escèpticament com un simple comentari per acontentar l'electorat i evitar més disturbis miners. Els diners eren insuficients, diuen, el desenvolupament i la implementació de lleis i programes establerts massa tard, i mai es va establir cap infraestructura per donar suport al desenvolupament de noves indústries com el turisme.
Dins de la vall de Jiu abunden les opinions i els rumors sobre el que potencialment depara el futur. Molts miners consideren que la mineria del carbó a Romania és una indústria moribunda que mai recuperarà la seva posició d'importància. Alguns encara esperen que la indústria experimenti un ressorgiment i assenyalen l'exemple del govern hongarès, que, després de tancar les seves mines sota la pressió internacional, es va veure obligat per la poderosa reacció dels miners a reobrir-les.
Els sous dels miners, estimats entre 400 i 500 dòlars al mes al gener de 2006, són considerablement superiors a la mitjana de la vall de Jiu, que es troba molt per darrere dels ingressos mitjans nacionals. Els miners que han estat acomiadats per les mines han de rebre una indemnització per acomiadament, però sovint ho van veure com la hiperinflació a finals de la dècada de 1990, i només es va controlar en els darrers anys (2006). Durant els primers acomiadaments, els pocs ingressos en lei que no es van gastar immediatament en productes de primera necessitat normalment no es dipositaven als bancs (que es consideraven poc fiables), sinó que es canviaven per dòlars nord-americans o marcs alemanys i s'amagaven a casa seva. L'any 2000 això havia començat a canviar a mesura que els bancs romanesos es van fer més eficients i competitius, i a mesura que la confiança pública va començar a créixer, també ho van fer els dipòsits.
Amb les compensacions dels acomiadaments, alguns dels miners van expressar el seu interès a iniciar els seus propis negocis i veure que la vall de Jiu desenvolupa una indústria turística, però els impediments per a tots dos són dolorosamente evidents i arreu. Els pagaments d'acomiadament originals, estimats en un màxim total del 100% dels sous de 12 mesos (pagats per avançat), més un 50-60% addicional del salari mensual pagat durant els propers 18 mesos, amb prou feines eren suficients per comprar inventari o iniciar un negoci. sobretot quan s'afegeix el cost de fer front a la burocràcia i la corrupció. Abans de l'any 2000, si els diners no s'invertien amb una rendibilitat prou alta, l'alta inflació romanesa aviat es va consumir els estalvis. A més, mentre que molts residents consideraven el desenvolupament del turisme com una indústria substitutiva, aquesta possibilitat semblava limitada per la manca d'una infraestructura d'economia de serveis, amb elements bàsics com allotjament adequat, carreteres, transport, lloguer d'equips, informació turística, programes, instal·lacions mèdiques., bancs i altres serveis bàsics empresarials.

## Descripció
Geogràficament, la zona està situada al sud de la regió de Transsilvània, al llarg de la conca del riu Jiu, i està envoltada de muntanyes. La vall de Jiu és la principal regió minera de carbó de Romania. Altres dues zones de Romania tenen mineria superficial, mentre que la vall de Jiu conté mines subterrànies de pous profunds. Tot i que només proporciona el 12% del subministrament de carbó de Romania, la vall de Jiu és l'única regió de Romania completament urbanitzada i amb una història de dependència en gran manera d'una única indústria. La mineria del carbó ha estat durant molt de temps el cor i la línia de vida econòmica de la vall de Jiu, però aquesta activitat ha disminuït des dels anys noranta, quan es van tancar moltes mines. Actualment, la vall de Jiu és una de les zones més pobres de Romania.

## Ciutats i pobles

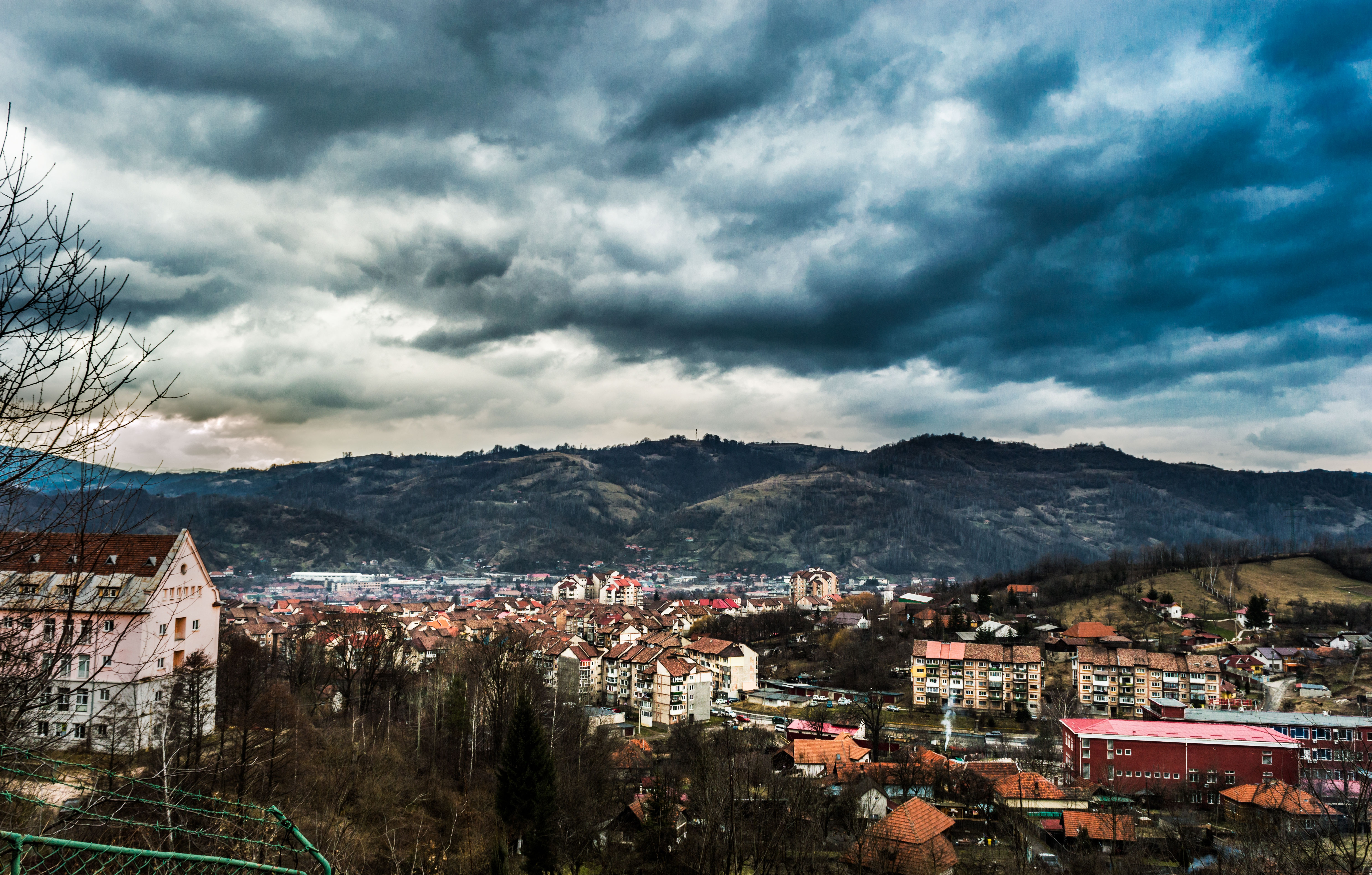
Petroșani

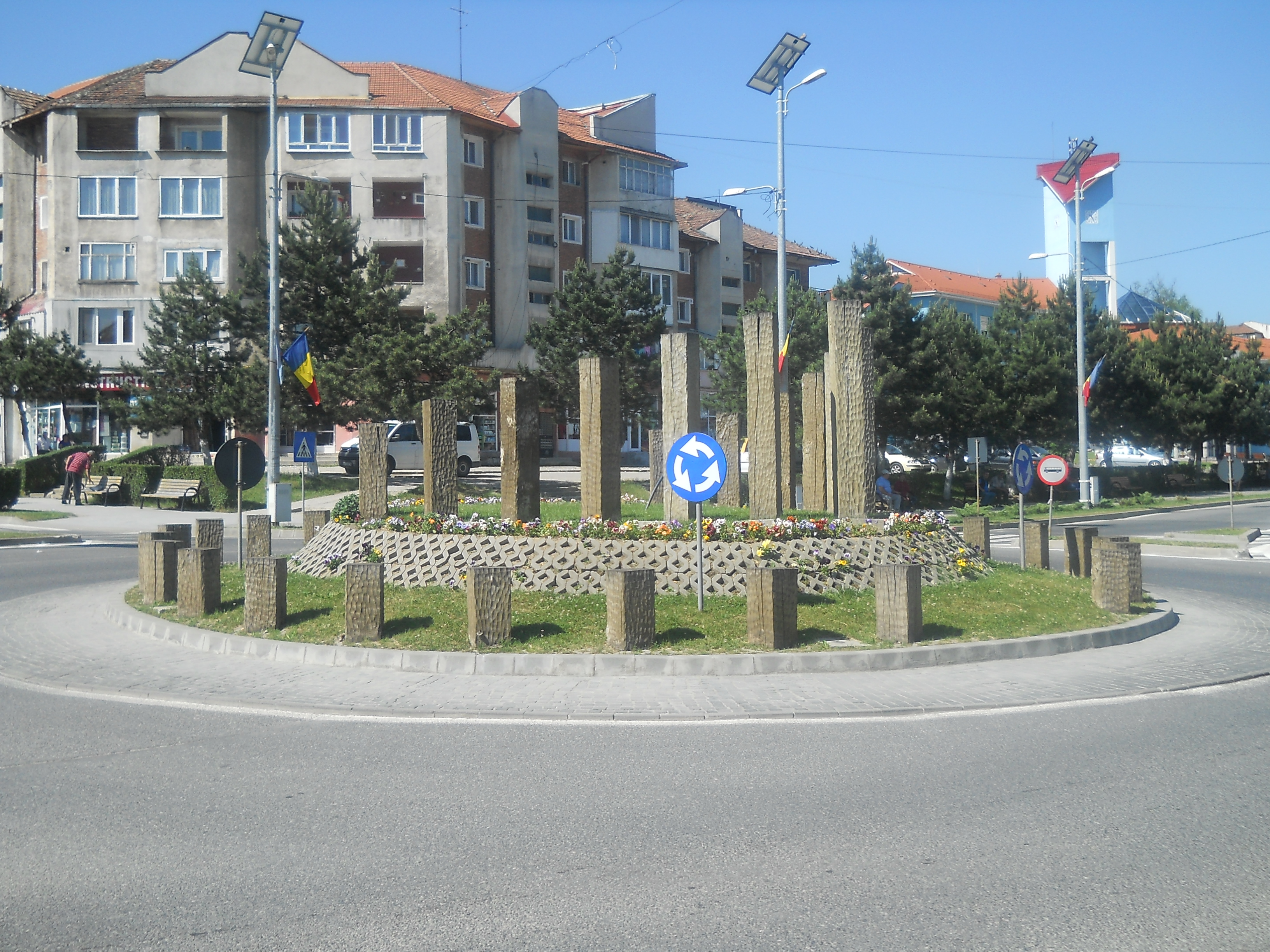
Vulcan

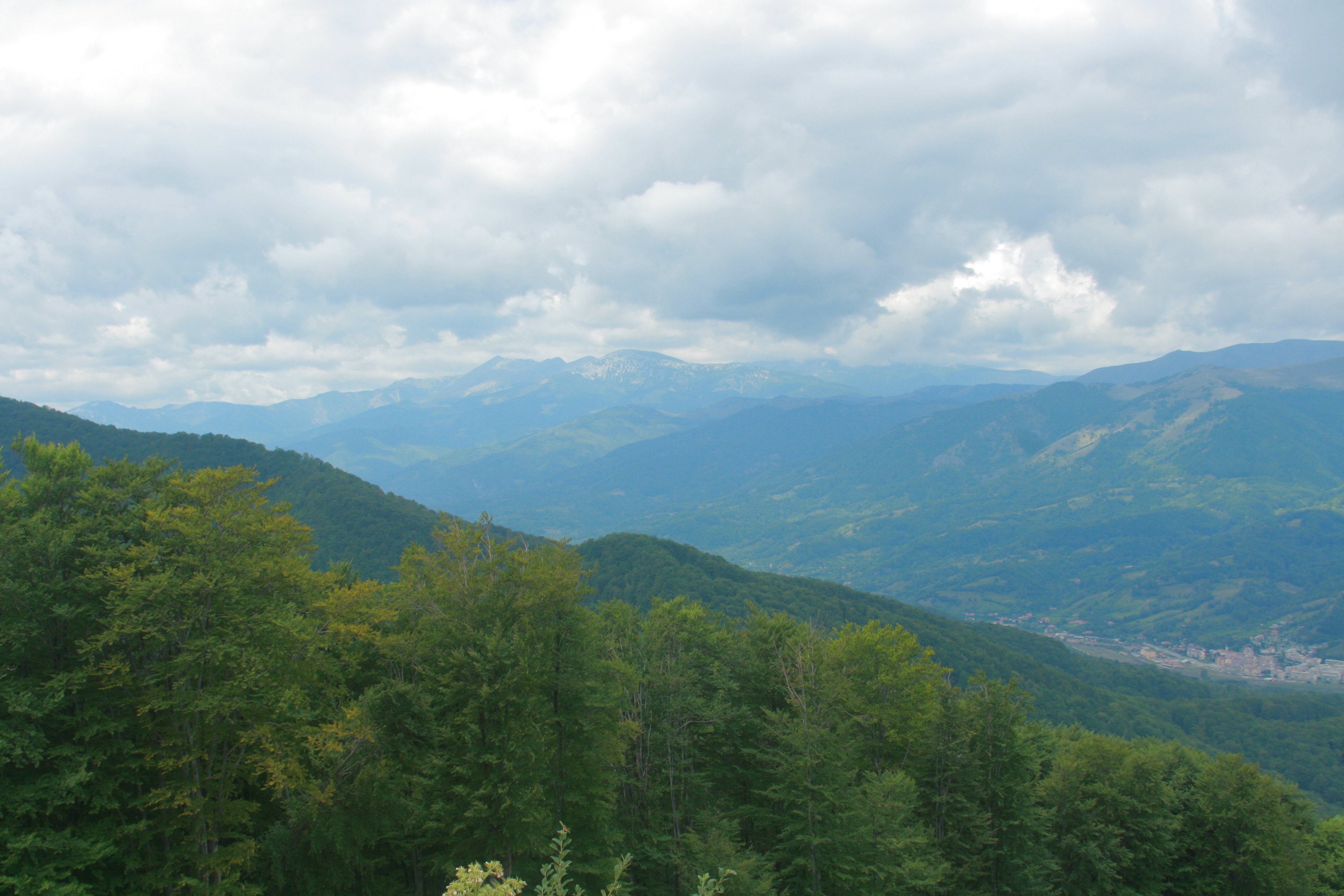
Lupeni, vista panoràmica

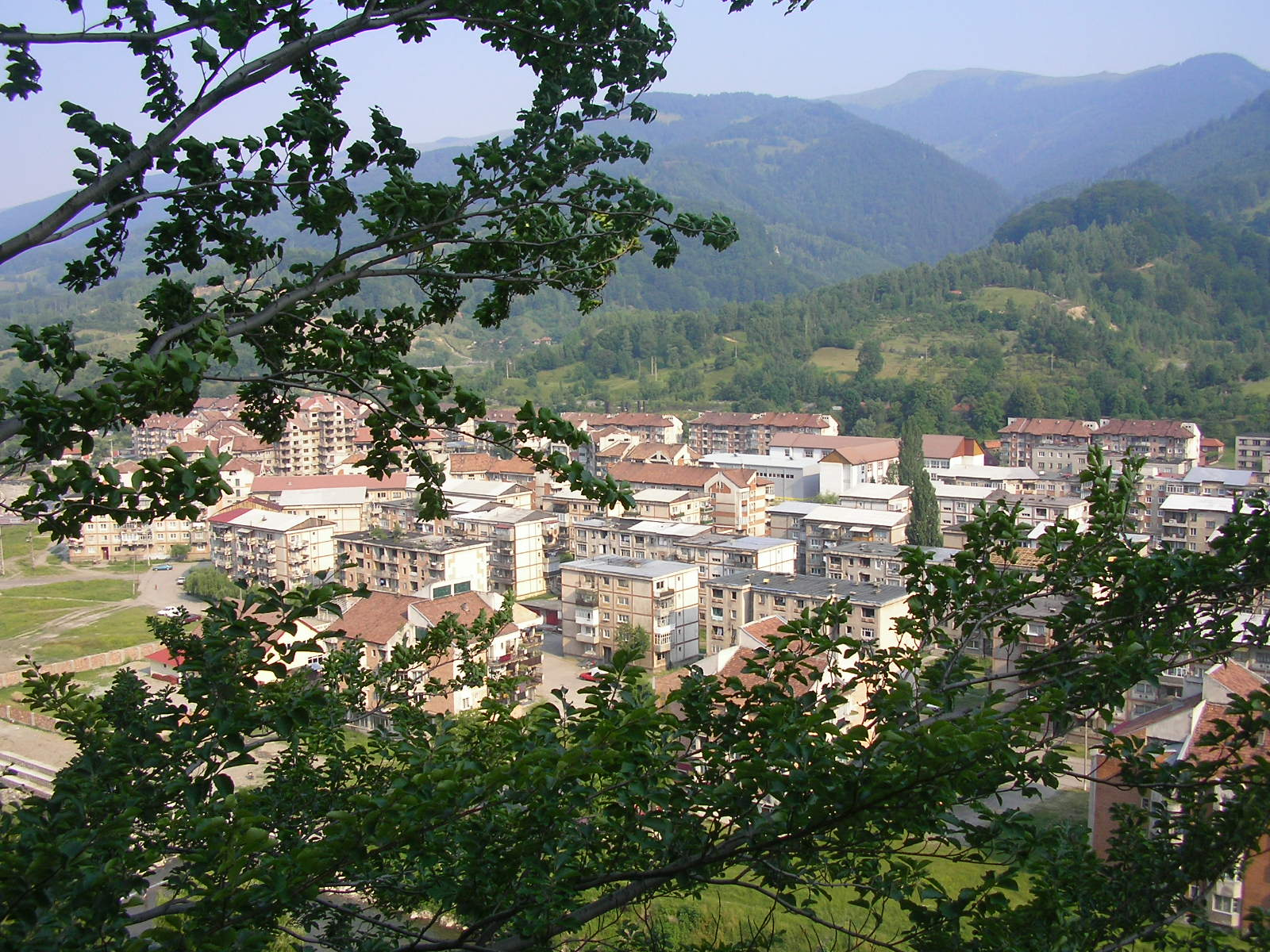
Uricani

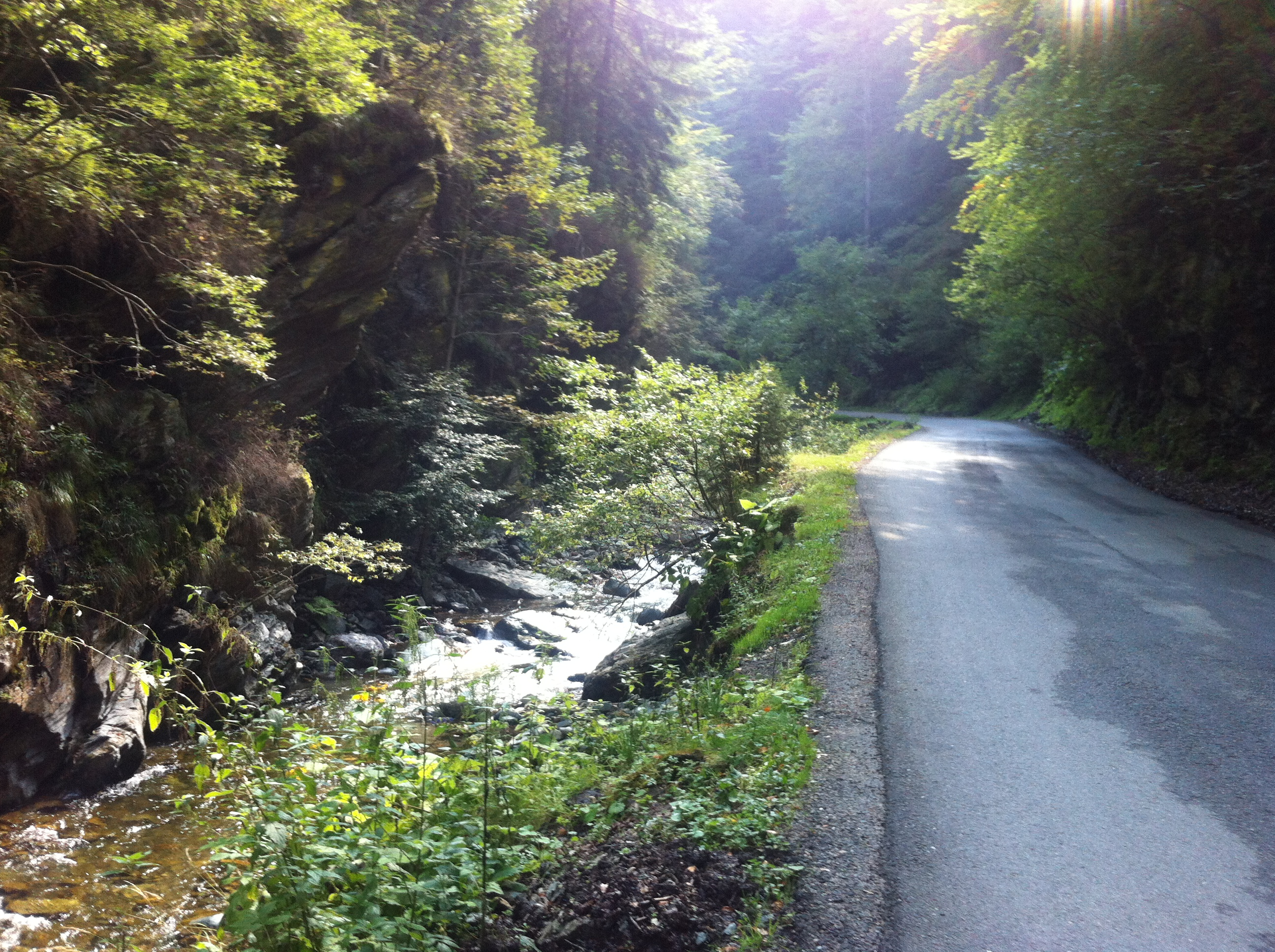
Paisatge prop de Petrila

Hi ha diversos assentaments a la zona, el més gran dels quals és la ciutat de Petroșani, que va ser fundada al segle xvii, i que és un important centre cultural de la regió. Lupeni és una ciutat minera que ha tingut un paper important històricament a la zona, ja que va ser el lloc de la vaga de Lupeni de 1929 i de la vaga de miners de la vall de Jiu de 1977.

## Situació actual
L'any 2011, la població de la vall de Jiu era de 119.484 habitants, concentrada en gran part a les sis ciutats petites de la regió: Petroşani, Lupeni, Vulcan, Uricani, Petrila i Aninoasa, però també inclouen petits pobles com Câmpu lui Neag, Lonea i Bănița. A finals de la dècada de 1990, la major part de la mà d'obra encara depenia de les mines per obtenir feina i ingressos, i el 2010 aquesta xifra encara era alta, tot i que la demografia econòmica de la regió havia experimentat canvis significatius en els darrers anys, especialment amb l'entrada de Romania a la regió. Unió Europea el 2007.
La regió ha experimentat un greu declivi econòmic a causa del tancament de les mines i de l'alt atur, i la ciutat d'Aninoasa va ser anomenada "la Detroit d'Europa". No obstant això, la regió de la vall de Jiu es va veure afectada de manera desigual; per exemple, Petroşani, com la ciutat més gran de la regió, ha tingut durant molt de temps una economia més diversa; mentre que Straja s'ha desenvolupat a partir del turisme com a estació de muntanya.

### Mines actives i tancades
L'any 1990 hi havia 15 mines actives a la vall de Jiu. L'any 2013 hi havia set mines actives; el 2015 es va tancar la mina de Petrila, i a finals del 2017 es van tancar les mines d'Uricani i Paroșeni. El 2018 s'havia previst tancar dues mines més (Lonea i Lupeni), però de moment l'activitat continuarà perquè el seu tancament encara no és segur. Com a tal, actualment hi ha quatre mines actives: Vulcan, Livezeni, Lonea i Lupeni.
Les mines de la vall de Jiu eren gestionades per la National Hard Coal Company (en romanès: Compania Naționala a Huilei), una societat comercial creada pel govern de Romania el 1998. La seu principal de l'empresa es trobava a Petroșani. Les mines es troben disperses per la Vall de Jiu. Les ubicacions de les mines actives encara actives l'any 2006 eren les següents: la mina Petrila a la ciutat de Petrila, la mina Lonea al poble de Lonea, la mina Livezeni a la ciutat de Petroșani, les mines Paroşeni i Vulcan a la ciutat de Vulcan, la mina Aninoasa situada a la ciutat d'Aninoasa, i la mina Lupeni i la mina Bărbăţeni a la ciutat de Lupeni. Entre les mines tancades des de 1989, les ubicacions eren les següents: Mina Dâlja (Petroșani), Mina Iscroni (Aninoasa), Mina Lonea-Pilier (Lonea), Mina Petrila-Sud (Petrila), Mina Câmpul lui Neag (Câmpul lui Neag), i les mines Uricani i Valea de Brazi situades prop de la ciutat d'Uricani.

### La mà d'obra minera i l'atur
A través del tancament de mines, els acomiadaments forçats i l'acomiadament voluntari, el nombre de miners reals a la vall de Jiu ha disminuït considerablement. Els tancaments de mines van anar acompanyats d'un gran nombre d'acomiadaments de miners. S'estima que l'any 1989 hi havia entre 40.000 i 50.000 treballadors de les mines (incloent-hi tant miners subterranis reals com treballadors auxiliars). El nombre de treballadors de les mines a la vall de Jiu l'any 2000 es va estimar entre 18.000 i 20.000, nombre que va disminuir un seixanta per cent durant el període de deu anys anterior. Aproximadament el 25% d'aquests treballadors miners totals treballaven sobre terra. El 2012, només uns 8.000 treballadors de les mines treballaven a la vall de Jiu.
Tot i que també hi havia pocs llocs de treball a Romania, l'any 2000 l'atur era rampant a la vall de Jiu. Tot i que molts consideraven que aquesta xifra era molt superior, l'any 1999 l'Agència Nacional per al Desenvolupament i Aplicació de Programes de Reconstrucció a les Regions Mineres (ANDIPRZM) estimava que més de 16.000, o el 25% de la població activa, es troben a l'atur, en comparació amb l'oficial. estadístiques de la mitjana nacional del 10%. Tot i que les estimacions oficials eren més baixes, l'antic alcalde de Lupeni (una ciutat d'aproximadament 35.000 habitants i on es trobava la mina més gran de Romania) va estimar que l'atur real a la ciutat era de prop del seixanta per cent l'any 2000.

### La contaminació ambiental
La vall del Jiu pateix una important contaminació a causa de la industrialització i de factors geogràfics (estant situat en una depressió). La regió ha estat durant més d'un segle una regió fortament monoindustrial, amb l'economia girant al voltant de la mineria, i això ha tingut un impacte molt negatiu sobre el medi ambient. Després de l'enfonsament de la indústria minera als anys 90, la regió es considerava oficialment una zona desfavorida, però no hi havia recursos suficients per cuidar el medi ambient. Els principals efectes de la contaminació són la contaminació de les aigües subterrànies que també afecta la superfície, i la contaminació de l'aire. Això afecta negativament la salut de la població. El clima de la vall de Jiu també és desfavorable: la protecció de la muntanya dificulta el refresc de l'aire. Un altre efecte és la contaminació del riu Jiu.

### Problemes socials
Molts dels problemes socials de la vall de Jiu són comuns a altres parts de Romania (com la pobresa i l'atur), però aquests problemes estan afectant la regió d'una manera exacerbada, a causa de factors com l'extrema monoindustrialització durant el segle xx, l'aïllament geogràfic de la regió, i el baix nivell d'educació de la població. Cada cop més, aquesta regió depèn de l'economia informal/mercat negre per sobreviure. Gairebé totes les activitats de la zona solien dependre directament o indirecta de les mines, de manera que quan es tancaven les mines es va produir un xoc econòmic i social. Hi ha molt poques oportunitats fora de la mineria pel fet que la regió no és agrícola (que hauria ofert una xarxa de seguretat en forma d'agricultura de subsistència). Bona part de la població també està desarrelada i aïllada, pel fet que molts dels treballadors van ser portats per la força d'altres punts del país durant el règim comunista. Durant les dècades de 1970 i 1980, es van portar a la vall de Jiu treballadors de comarques rurals pobres d'arreu del país, fet que va provocar una població heterogènia que va dificultar les xarxes socials.